# Power 98
Power 98 è un film del 1996 diretto da Jaime Hellman.

## Trama
Il radiofonico Karlin Pickett (Eric Roberts) conduce una vita sregolata e libertina, arrivando perfino ad uccidere colposamente una donna e ad ideare un programma dove gli ascoltatori possono commentare nel più completo anonimato i delitti commessi nella loro vita. Trascinerà in questa pazzia il suo giovane collega Jon Price(Jason Gedrick), la cui fidanzata Sharon Penn (Jennie Garth) proverà a salvarlo.